# تامر ليفنت
تامر ليفنت (بالتركية: Tamer Levent )‏ (و. 1950 – م) هو ممثل، وممثل مسرحي، وممثل أفلام، وكاتب من تركيا .

## روابط خارجية
- تامر ليفنت على موقع IMDb (الإنجليزية)
- تامر ليفنت على موقع ألو سيني (الفرنسية)
- تامر ليفنت على موقع أول موفي (الإنجليزية)
- تامر ليفنت على موقع قاعدة بيانات الأفلام السويدية (السويدية)
- تامر ليفنت على موقع قاعدة بيانات الفيلم (الإنجليزية)
- تامر ليفنت على موقع كينوبويسك (الروسية)